# Сельское хозяйство Катара
Сельское хозяйство в Катаре является отраслью экономики Катара с ограниченными возможностями применения из-за сурового местного климата и нехватки пахотных плодородных земель.
Север страны — низкая песчаная равнина, покрытая движущимися дюнами; срединная часть — это каменистая пустыня, покрытая галечником и солончаками; на юге — песчаные холмы. Климат Катара относится к континентальному, тропическому. Летом температура поднимается до 50 °C, прохладный сезон длится с декабря по начало марта. Сезон дождей начинается в ноябре и кончается в мае. Среднегодовое количество осадков на юге — 55 мм, на севере — 125 мм в год. Катарский полуостров беден водой. Постоянных рек нет, большую часть воды получается опреснением солёной морской.
Несмотря на такие природные условия в стране развивается мелкое земледелие, кочевое скотоводство и рыбная ловля. Эти отрасли были основным средством к существованию в регионе до XX века. Добыча жемчуга и рыболовство служили основными источниками дохода для катарцев до начала нефтяного бума в 1939 году.
Хотя относительная важность этих областей сельского хозяйства в качестве средств к существованию снизилась (добыча жемчуга исчезла полностью), правительство пыталось стимулировать сельское хозяйство и рыболовство, чтобы обеспечить продовольственную безопасность Катара.
В настоящее время сельское хозяйство Катара удовлетворяет лишь 10 % потребностей страны в продовольствии.

## История
Финиковые пальмы были одной из самых ранних культур, выращиваемых на полуострове. Начиная с бронзового века, торговля финиками оказала значительное влияние на Катарскую экономику. Добыча жемчуга была основным источником дохода для жителей Катара до открытия нефтяных месторождений в XX веке. Торговля жемчугом была дополнена в некоторых районах разведением верблюдов. Рыболовство также играло свою роль в экономике.
| Город        | Рыбацкие лодки | Верблюды | Лошади |
| ------------ | -------------- | -------- | ------ |
| Хор Хасан    | 5              | 20       | 0      |
| Абу Dhalouf  | 10             | 30       | 0      |
| АР Ру’ays    | 10             | 20       | 4      |
| Fuwayrit     | 12             | 100      | 20     |
| Аль Thakhira | 5              | 10       | 0      |
| Аль-Хор      | 30             | 100      | 0      |
| Simaisma     | 10             | 70       | 6      |
| Аль Daayen   | 10             | 60       | 10     |
| Lusail       | 3              | 70       | 20     |
| Доха         | 90             | 800      | 150    |
| Аль-Вакра    | 30             | 150      | 40     |

## Земледелие
В Катаре только 2,5 % (28 000 га) пахотных земель или пригодных земель для использования в качестве пастбищ. В 1996 году их было 8312 га, а в 1980 году 256 га земель были пахотными.
Земледелие в настоящее время играет незначительную роль в экономике. Из 8312 га пашни в 1994 году, только 2345 га использовались для выращивания плодово-ягодных культур, а 5987 га использовались для выращивания однолетних культур. Финиковые пальмы были самыми распространенными в стране сельскохозяйственными культурами.
С 1960 по 1970 год продукция сельского хозяйства увеличивалась. В ряде хозяйств валовой продукт вырос в четыре раза. Катарцы, которые владеют землями сельскохозяйственного назначения являются и государственными служащими. В 1990 году из пригодных для использования в сельском хозяйстве земель около 48 % использовано для овощеводства (валовой продукт составил 23 000 тонн), 33 % — для выращивания фруктов и финиководства с валовым продуктом в 8000 тонн, 11 процентов — для выращивания кормов (70 000 тонн) и 8 процентов для зерноводства (3000 тонн).

## Животноводство
Животноводством заняты кочевые и полукочевые племена страны. Здесь разводят верблюдов, коров, лошадей, овец и коз.
В 1990 году в стране насчитывалось примерно 128 000 овец, 78 000 коз, 24 000 верблюдов, 10 000 крупного рогатого скота и 1000 лошадей. Здесь есть молочные фермы и птицефабрики. На 20 процентов удовлетворяется местный спрос на яйца. Несмотря на поддержку сельского хозяйства и рыбоводства эти отрасли хозяйства производят лишь около 1 процента валового внутреннего продукта (1989 год).

## Добыча жемчуга
Добыча жемчуга была главным источником доходов для Катара до открытия нефти в 1939 году. Около 85 % жемчуга существуют в территориальных водах Катара. Исторически сложилось так, что сезон для роста жемчужины делится на 3 периода. Hansiyah длился 40 дней и начались в середине апреля. Гаус Аль Кебир, основной жемчужный сезон проходил с мая по 10 сентября. Наконец, Ruddah происходил с конца сентября до начала октября.
| Город        | Количество лодок | Количество работников |
| ------------ | ---------------- | --------------------- |
| Хор Хасан    | 20               | 240                   |
| Абу Dhalouf  | 20               | 200                   |
| АР Ру’ays    | 18               | 270                   |
| Fuwayrit     | 35               | 420                   |
| Аль Thakhira | 15               | 180                   |
| Аль-Хор      | 80               | 1200                  |
| Simaisma     | 50               | 600                   |
| Аль Daayen   | 70               | 840                   |
| Lusail       | 9                | 90                    |
| Доха         | 350              | 6300                  |
| Аль-Вакра    | 150              | 2550                  |

Зубарах — поселение на северо-западном побережье Катара, является одним из наиболее развитых и сохранившихся жемчужных районов в регионе. После того, как люди научились выращивать искусственный жемчуг и Великой Депрессии в XX веке, добыча жемчуга перестала приносить доход для многих Катарцев.

## Рыбная ловля
Национальная рыболовная компания была основана в Катаре в 1966 году. Её задачей была ловля креветок в территориальных водах и переработка улова на фабриках. Крупным потребителем рыболовной продукции Катара является Япония. Суммарный вылов рыбы за 1989 год составил 4374 тонны.

## Природные условия
Большая часть территория страны представляет собой пустыню.
Экстремально высокие для растений температуры, отсутствие воды и плодородной почвы являются препятствиями для сельскохозяйственного производства. Катарские земли — зона рискованного земледелия. На песчаный тип почв, имеющихся на территории полуострова приходится около 1 020 000 га земель. Грунтовые воды в некоторых районах истощаются так быстро, что соленой воды делают почву неблагоприятной для солеустойчивых культур. В северной части Катара важным источником пресных вод являются подземные воды. Добыча подземных вод в 1966 году составляла 20 млн м³/год. Эта цифра увеличилась до 120 тыс. м³ в год к 2000 году. Считается, что водоносные горизонты будут полностью исчерпаны к 2025 году.